# Serious Sam: Kamikaze Attack!
Serious Sam: Kamikaze Attack! est un jeu d'action en 2D développé par Be-Rad Entertainment et édité par Devolver Digital. Ce jeu est un spin off de la franchise Serious Sam. Le joueur incarne un kamikaze qui pourchasse Sam « Serious » Stone.

## Accueil
- Jeuxvideo.com : 8/20[2]